# 柴崎敦英
柴崎 敦英（しばさき あつとし）は、戦国時代から安土桃山時代の武将。成田氏の家臣。家紋は沢瀉。 

## 経歴
忍城の戦いでは長野口の主将となり三田加賀守・吉田和泉守以下200人で守る。